# Estación de Granges-Marnand
La estación de Granges-Marnand es una estación ferroviaria de las localidades suizas de Granges-près-Marnand y Marnand, pertenecientes a la comuna suiza de Valbroye, en el Cantón de Vaud.

## Historia y situación
La estación de Granges-Marnand fue inaugurada en el año 1876 con la puesta en servicio del tramo Palézieux - Murten de la conocida como línea del Broye longitudinal Palézieux - Payerne - Kerzers.
El 29 de julio de 2013 se produjo un accidente en esta estación al chocar dos trenes de viajeros, que provocó un muerto y 26 heridos.
Se encuentra ubicada entre las localidades de Granges-près-Marnand y Marnand, situándose al sureste de la primera y al noroeste de la segunda. Cuenta con un andén lateral al que accede una vía pasante, a la que hay que sumar otra vía pasante y un par de vías toperas.
En términos ferroviarios, la estación se sitúa en la línea Palézieux - Kerzers. Sus dependencias ferroviarias colaterales son la estación de Henniez hacia Palézieux y la estación de Trey en dirección Kerzers.

## Servicios ferroviarios
Los servicios ferroviarios de esta estación están prestados por SBB-CFF-FFS:

### RER Vaud
La estación forma parte de la red de trenes de cercanías RER Vaud, que se caracteriza por trenes de alta frecuencia que conectan las principales ciudades y comunas del cantón de Vaud. Por ella pasa una línea de la red:
- S 21 Lausana - Puidoux-Chexbres - Palézieux - Payerne.